# Nigel Slater
Nigel Slater (Londra, 9 aprile 1956) è un giornalista e scrittore inglese.

## Biografia
Dopo essere stato attivo come giornalista di Marie Claire per cinque anni a partire dal 1988, Slater ha lavorato per The Observer per oltre un decennio diventando il principale scrittore del mensile Observer Food. Egli ha anche pubblicato decine di manuali di cucina: la sua opera prima, The Marie Claire Cookbook, venne pubblicata nel 1992.

## Opere
- The Marie Claire Cookbook, 1992
- Real Fast Food, 1992
- Real Fast Puddings, 1992
- The 30-Minute Cook, 1994
- Real Good Food, 1995
- Real Cooking, 1997
- Real Food, 1998
- Appetite,  2000
- Thirst, 2002
- The Kitchen Diaries, 2005
- Toast: The Story of a Boy's Hunger, 2004
- Eating for England, 2007
- Tender, Volume One, 2009
- Tender, Volume Two, 2010
- The Kitchen Diaries II, 2012
- Eat: The Little Book of Fast Food, 2013
- A Year of Good Eating: The Kitchen Diaries III, 2015
- The Christmas Chronicles, 2017
- Greenfeast: Spring, Summer, 2019
- Greenfeast: Autumn, Winter, 2019
- A Cook’s Book, 2021